# 맥도널 더글러스 MD-90
맥도넬 더글러스 MD-90은 1989년 맥도널 더글러스-보잉사가 맥도널 더글러스 MD-80 기종을 개량하여 만든 쌍발 협동체기였다. 전 기종인 맥도널 더글러스 MD-80과 외형 그리고 성능 면에서 매우 흡사하나, 엔진이 저 바이패스비 엔진(P&W JT8D엔진)에서 고 바이패스비 엔진(IAE V2500엔진)으로 업그레이드 되었다. 따라서 MD-80과 MD-90을 같은 기종군으로 분류하기도 한다. 1998년에 보잉에 합병됨에 따라 보잉 717로 개량되었다.

## 파생형
- MD-90-30: MD-90의 기본형. V2500 터보팬 엔진을 장착하고, 글래스 칵핏을 적용시켰다.
- MD-90-30IGW: MD-90의 최대 탑재중량을 늘린 모델. 에바 항공에 단 1대만 생산되었다.
- MD-90-30ER: MD-90-30의 항속거리 증가형 모델. 단 두 대만이 생산되었다.

## 과거 보유 항공사
- 델타 항공[1]
- 에바 항공
- 에어 아루바
- 아메리칸 항공
- 블루원
- 라이온 에어
- 일본항공
- 재팬 에어 시스템
- 노르딕 항공
- 사우디아 항공
- 사우디아 로얄 플라이트
- 스칸디나비아 항공
- 유니 항공[2]

## 제원
|                | MD-90-30                         | MD-90-30ER                                  |
| 조종사         | 2                                | 2                                           |
| 탑승수         | 153 (2 클래스) 172 (1 클래스)    | 153 (2 클래스) 172 (1 클래스)               |
| 길이           | 152 ft 7 in (46.5 m)             | 152 ft 7 in (46.5 m)                        |
| 날개폭         | 107 ft 10 in (32.87 m)           | 107 ft 10 in (32.87 m)                      |
| 높이           | 30 ft 6 in (9.04 m)              | 30 ft 6 in (9.04 m)                         |
| 최대 이륙중량  | 156,000 lb (70,760kg)            | 168,000 lb (76,204kg)                       |
| 최대항속거리   | 2,085 nmi (3,860 km)             | 2,172 nmi (4,013 km) * 2,389 nmi (4,424 km) |
| 최대항속속도   | 504 mph, (811km/h)               | 504 mph, (811km/h)                          |
| 엔진 (2x)      | IAE V2525-D5 옵션 - IAE V2528-D5 | IAE V2525-D5 옵션 - IAE V2528-D5            |
| 엔진 추력 (2x) | 25,000 lbf (111.21 kN)           | 28,000 lbf (124.55 kN)                      |

## 중국
중국의 코맥 ARJ21은 맥도널 더글러스 DC-9과 매우 유사한 형상을 가지고 있다. 특히 객실의 단면 형상과 nose, tail 등은 완전히 동일하다. 중국은 맥도널 더글러스 MD-90 (DC-9의 후속 기종)의 중국 현지 라이선스 생산에 사용하던 설비를 그대로 사용하여 코맥 ARJ21을 제작한다. 맥도널 더글러스 DC-9은 100인승 여객기의 대명사였으며, 보잉은 맥도널 더글러스 DC-9이 장악한 시장에 도전하기 위해 보잉 737을 개발하였다. 보잉 737은 보잉에서 만든 여객기 중 가장 많이 팔린 여객기이다.

## 같이 보기
- 보잉 717
- 코맥 ARJ21
- 맥도널 더글러스 DC-9
- 맥도널 더글러스 MD-80
- 에어버스 A320 패밀리
- 보잉 737 넥스트 제너레이션